# Listroptera
Listroptera är ett släkte av skalbaggar. Listroptera ingår i familjen långhorningar.
Kladogram enligt Catalogue of Life:
| Listroptera | \| \| Listroptera carbonaria \| \| \| \| \| \| Listroptera tenebricosa \| \| \| \| |
|             | \| \| Listroptera carbonaria \| \| \| \| \| \| Listroptera tenebricosa \| \| \| \| |
|             | Listroptera carbonaria                                                             |
|             |                                                                                    |
|             | Listroptera tenebricosa                                                            |
|             |                                                                                    |